# Близнюк Попелюшки
«Близнюк Попелюшки» (англ. Cinderella's Twin) — американська кінокомедія режисера Далласа М. Фіцджералда 1920 року.

## Сюжет
Конні Макгілл — покоївка у Валентинів, але мріє про краще. Одного разу, під час роботи, вона бачить свого принца, Прентіса Блу. Хоча Блу немає нічого, крім його соціального статусу, Натаніель Флінт бажає, щоб його дочка Гелена вийшла за нього заміж, щоб отримати сімейний статус.

## У ролях
- Віола Дена — Конні Макгілл
- Воллес Макдональд — Прентіс Блу
- Рут Стоунхаус — «Леді»
- Сесіл Фостер — Хелен Флінт
- Едвард Коннеллі — Па Дю Гін
- Вікторі Бейтман — Ма Дю Гін
- Гертруда Шорт — Марсія Валентін
- Ірен Хант — Гвендолін Валентін
- Едвард Сесіл — Вільямс
- Келверт Картер — Боггс (дворецький)